# Quilombo Deus Ajude
Deus Ajude é uma comunidade remanescente de quilombo, população tradicional brasileira, localizada no município brasileiro de Salvaterra na ilha do Marajó (estados do Pará). Certificado como remanescente de quilombo (reminiscências históricas de antigos quilombos).
O relatório de identificação RTID desta comunidade está em fase de elaboração.
A cidade de Salvatera, de código de identificação IBGE 1506302, possui as seguintes comunidades remanescentes: Campina, Bacabal, Santa Luzia, Rosário, Vila União, Boa Vista, Deus Ajude, Bairro Alto, Caldeirão, Pau Furado, São Benedito da Ponta, Siricarí, Providência, Mangueira, Salvá, Paixão, Campo Verde, Panema, Crista De Baleiro e, São João.

## Salvaterra
Salvaterra é um município brasileiro da ilha de Marajó (estado do Pará), pertencente a Região Geográfica de Soure-Salvaterra (antiga Microrregião Geográfica do Arari) na Região Geográfica Intermediária de Breves na Região Norte do Brasil, localizada à latitude 00º 45' 12" S sul e a uma longitude 48º 31' 00" oeste, em uma área de 1 048,2 km².

## Povos tradicionais
Povos Tradicionais ou Comunidades Tradicionais são grupos que possuem uma cultura diferenciada da cultura predominante local, que mantêm um modo de vida intimamente ligado ao meio ambiente natural em que vivem. Através de formas próprias: de organização social, do uso do território e dos recursos naturais (com relação de subsistência), sua reprodução sócio-cultural-religiosa utiliza conhecimentos transmitidos oralmente e na prática cotidiana.

## População
A comunidade Deus Ajude é formada por uma população de 26 famílias.

## Relatório de identificação
Em 20 de novembro de 1995, a Terra Quilombola Boa Vista, no Pará, se tornou o primeiro quilombo regularizado com título da terra no Brasil. Porém esta comunidade ainda está com Relatório Técnico de Identificação e Delimitação (RTID) ainda em fase de elaboração. Uma etapa do processo de regularização fundiária.
O Relatório Técnico de Identificação e Delimitação (RTID) apresenta informações: históricas, antropológicas, sócio-econômicas, fundiárias, cartográficas, ambientais e ocupacionais, que compõem a regularização fundiária das terras ocupadas tradicionalmente pela comunidade remanescente de quilombo.

## Mídia
Em 2008, foi produzido o documentário em DVD “Salvaterra, Terra de Negro”, resultado da parceria entre o Instituto de Artes do Pará (IAP) e a Secretaria de Estado de Justiça e Direitos Humanos (Sejudh), através dos pesquisadores Edgar Monteiro Chagas Júnior e Taíssa Tavernard de Luca, que levantaram informações para a produção do documentário. O documentário traz a crítica social junto com o viés artístico das comunidades. O DVD foi presenteado às lideranças quilombolas de Salvaterra em agosto de 2009.

## Comunidades em Salvaterra
| COMUNIDADE            | PORTARIA | PROCESSO               | REF                       |
| --------------------- | -------- | ---------------------- | ------------------------- |
| CAMPINA               | 19/2004  | Certidão 04.06.2004    | [ 3 ] [ 4 ] [ 14 ]        |
| BACABAL               | 15/2006  |                        | [ 3 ] [ 4 ] [ 13 ]        |
| SANTA LUZIA           | 15/2006  | RTID 25.03.2014        | [ 13 ] [ 3 ] [ 4 ] [ 15 ] |
| ROSÁRIO               | 29/2006  | RTID 05.10.2017        | [ 3 ] [ 4 ] [ 13 ]        |
| VILA UNIÃO            | 29/2006  |                        | [ 3 ] [ 4 ] [ 13 ]        |
| BOA VISTA             | 51/2007  | RTID em elaboração     | [ 3 ] [ 4 ] [ 13 ] [ 16 ] |
| DEUS AJUDE            | 162/2010 | RTID em elaboração     | [ 3 ] [ 4 ] [ 13 ]        |
| BAIRRO ALTO           | 162/2010 | Certidão em 27.12.2010 | [ 3 ] [ 4 ] [ 13 ] [ 17 ] |
| CALDEIRÃO             | 162/2010 |                        | [ 3 ] [ 4 ] [ 13 ]        |
| PAU FURADO            | 162/2010 | Certidão em 27.12.2010 | [ 13 ] [ 3 ] [ 4 ] [ 18 ] |
| SÃO BENEDITO DA PONTA | 162/2010 | Certidão em 27.12.2010 | [ 3 ] [ 4 ] [ 19 ]        |
| SIRICARÍ              | 211/2011 | Certidão em 22.12.2011 | [ 3 ] [ 4 ] [ 13 ] [ 20 ] |
| PROVIDÊNCIA           | 28/2016  | Certidão em 07.03.2016 | [ 3 ] [ 4 ] [ 13 ] [ 21 ] |
| MANGUEIRA             | 28/2016  | Certidão em 07.03.2016 | [ 3 ] [ 4 ] [ 13 ] [ 22 ] |
| SALVÁ                 | 28/2016  | Certidão em 07.03.2016 | [ 3 ] [ 4 ] [ 13 ] [ 23 ] |
| PAIXÃO                | 28/2016  | Certidão em 07.03.2016 | [ 3 ] [ 4 ] [ 13 ] [ 24 ] |
| CAMPO VERDE           |          |                        | [ 4 ]                     |
| PANEMA                |          |                        | [ 4 ]                     |
| CRISTA DE BALEIRO     |          |                        | [ 4 ]                     |
| SÃO JOÃO              |          | Processo no Incra 2007 | [ 4 ] [ 25 ]              |